# Vila Planalto Futebol Clube
Vila Planalto Futebol Clube foi uma agremiação esportiva brasileira, sediada em Brasília, no Distrito Federal.

## História
O clube disputou o Torneio Inicio do Departamento Autônomo da Federação Desportiva de Brasília de 1966, e a Copa Arizona de Futebol Amador de 1978.

## Estatísticas

### Participações
| Competição                | Competição            | Temporadas | Melhor campanha     | Estreia | Última | P | R |
| Distrito Federal (Brasil) | Departamento Autônomo | 1          | Desconhecido (1966) | 1966    | 1966   | – | – |